# Setos
Els Setos (setokõsõq, setoq) són una minoria ètnica i lingüística d'origen finoúgric que habita al sud-est d'Estònia i a la província russa de Pskov. Els setos parlen l'idioma seto, classificat com un dialecte de la llengua estoniana i practiquen el Cristianisme ortodox, tot i que les seves tradicions populars mantenen encara en l'actualitat molts elements pagans.
Aproximadament hi ha uns 15,000 setos, majoritàriament repartits al llarg de la frontera meridional entre Estònia i Rússia en el territori anomenat Setomaa en la seva llengua. A la província russa de Pskov els setos són una minoria protegida i reconeguda per les autoritats de la Federació Russa des de l'any 2010. A Estònia gaudeixen de la mateixa condició que un altre poble baltofinès que també parla una varietat molt diferenciada de l'estonià, els võros.

## Història
Els setos - els avantpassats finoúgrics del qual ja habitaven la zona des de feia molts segles - es comencen a distingir com a comunitat diferenciada dels estonians durant l'Edat Mitjana, quan a causa de la divisió dels territoris bàltics entre el Catolicisme i l'Església ortodoxa, el que avui és el límit entre Estònia i Rússia va passar a delimitar una frontera entre dues concepcions culturals completament diferents. Estònia va passar a formar part del món catòlic (i en conseqüència, Protestant a partir del segle xvi) i les terres més a l'est van continuar sota tutela russa fins avui. És en aquesta frontera on sorgeix el poble seto, una ètnia propera als estonians però nascuda en territori rus.. A causa del Tractat de Tartu entre la nova Estònia independent i la Rússia soviètica (1920), les terres dels setos passen a formar part d'Estònia. És llavors quan les autoritats d'aquell país emprenen una política d'estonització que pretén diluir la identitat seto. Amb tot i això, ni aquesta assimilació ni l'experiència posterior sota la Unió Soviètica han pogut acabar amb la identitat d'aquest poble.